# 梅康耶拉區
15°11′53″S 35°52′23″E / 15.198°S 35.873°E

梅康耶拉區（葡萄牙語：Mecanhelas），是莫桑比克的行政區，位於該國西北部，由尼亞薩省負責管轄，首府設於梅康耶拉，面積3,292平方公里，2007年人口162,280，人口密度每平方公里49人。